# Bière du Lion
 (janvier 2011).
Si vous disposez d'ouvrages ou d'articles de référence ou si vous connaissez des sites web de qualité traitant du thème abordé ici, merci de compléter l'article en donnant les références utiles à sa vérifiabilité et en les liant à la section « Notes et références ».
Bière du Lion est une marque de bière française créée par les brasseries Richard Frères, des grands industriels parisiens ayant implanté leurs usines à Ivry. Les usines n’existent plus aujourd'hui. Après le rachat de la Brasserie Dumesnil, Kronenbourg acquiert la marque dans les années 1950–1960.